# Фабер, Антал
Антал Фабер (венг. Faber Antal, также Антониус или Антонин Фабер, лат. Antonius Faber; 18 июля 1772, Пресбург, — 25 апреля 1854) — австро-венгерский экономист и статистик.

## Биография
Учился в Буде, в том числе у Даниэля Корнидеса, затем в Дьёре. В 1801—1804 гг. преподавал в Надьвараде, в 1804—1841 гг. профессор всемирной и европейской истории в Пресбурге. С 1846 года на пенсии.

## Основные труды
- «Principia iuris metallici hungarici» (1806—1824);
- «Theoria statisticae» (1817);
- «Compendium statisticae imperii aust.» (1808);
- «Institutiones statisticae» (1819);
- «Compendium statisticae specialis regni Hungariae» (1822).

## Источник
- Фабер, Антонин // Энциклопедический словарь Брокгауза и Ефрона : в 86 т. (82 т. и 4 доп.). — СПб., 1890—1907.